# Зак Лев Маркович
Лев Маркович Зак (1852—1897, Мінськ) — російський революціонер-народник, перекладач «Капіталу» Карла Маркса на російську мову.

## Біографія
Лев Маркович Зак народився в 1852 році. Став помітним у російському і єврейському робітничому русі. На початку 1879 року заарештований за участь у таємному революційному товаристві «Земля і воля», а потім засланий у Єнісейськ. У липні 1879 року по дорозі до місця заслання намагався втекти, але був спійманий і переведений за це в Якутську область. З Верхоянська також намагався втекти, але знову невдало.
У 1886 році повернувся із заслання в Мінськ, став помітним пропагандистом соціал-демократичних ідей. Навесні 1888 роки знову був висланий в Якутську область, звідки повернувся лише в 1896 році.
Відразу після повернення до Мінська спільно з Євгенією Гурвич зайнявся перекладом «Капіталу» Карла Маркса. Це був другий варіант перекладу «Капіталу» російською мовою. Зак переклав I і IV відділи, решту переклала Гурвич .
Лев Зак помер в 1897 році в Мінську, так і не побачивши книги зі своїм перекладом. Книга була надрукована в 1899 році під редакцією Петра Струве.